# Arcs del carrer de la Trinitat
Els Arcs del carrer de la Trinitat és una obra del Pla de Santa Maria (Alt Camp) inclosa a l'Inventari del Patrimoni Arquitectònic de Catalunya.

## Descripció
Conjunt de quatre arcs que comuniquen el carrer Trinitat amb el carrer Major. Són de mig punt i sostenen un edifici d'habitació. Els arcs tenen una llum de menys de dos metres, formats per grans carreus de pedra. Els panys de paret entre els arcs són de maçoneria, material emprat en la construcció de l'antiga muralla, de la qual formaven part. El sostre és pla amb embigat de fusta.
Aquest conjunt d'arcs obra un passatge de sortida del recinte més antic cap als ravals nous. És l'exemple més ben conservat d'aquest tipus de creixement urbà fet a base de perforacions a la muralla, que posteriorment desapareixeria sota les cases.